# فرانتس توسن
فرانتس توسن (فرانسوی| Franz Toussaint)، نویسنده، مترجم و خاورشناس فرانسوی زادهٔ ۳ اکتبر ۱۸۷۹ در تولوز و درگذشته ۵ دسامبر ۱۹۵۵ در سن-ژان-دو-لوز. شهرت او در ایران به سبب ترجمه‌اش از رباعیات خیام است.

## زندگی‌نامه
فرانتس ارنست هانری، ملقب به فرانتس توسن دوران کودکی خود را در آلبی و نوجوانی را در لیون گذراند. او حرفه ادبی خود را در سال ۱۹۱۰ پس از استقرار در پاریس آغاز کرد و با چهره‌هایی نظیر آمبرواز ولار، ژان ژورس و ژان ژیرودو طرح دوستی ریخت. او علاوه بر نویسندگی، مترجم چند اثر ادبی کلاسیک از زبان‌های عربی، فارسی، سانسکریت و ژاپنی بود.
فرانتس توسن چند سناریو و مجموعه شعر با مضامین شرقی نیز در کارنامهٔ خود دارد. او در خلق بیشتر آثار ادبی خود از خیام و سعدی تأثیر زیادی پذیرفته‌است.

## ترجمه‌های مهم[۲]
ترجمهٔ گلستان سعدی از زبان فارسی (۱۹۰۴)
- ترجمهٔ بوستان سعدی از زبان فارسی (۱۹۱۳)
- ترجمهٔ غزل غزل‌ها یا نشیدالأنشاد از زبان عربی (۱۹۱۹)
- ترجمهٔ رباعیات عمر خیام از زبان فارسی (۱۹۲۴)
- ترجمهٔ رامایانا از زبان سانسکریت (۱۹۲۷)
- ترجمهٔ مصور گلستان و بوستان با مقدمهٔ کنتس دو نوای (۱۹۲۷)
- ترجمهٔ قرآن از زبان عربی (۱۹۴۹)